# Rhyssemus haafi
Rhyssemus haafi är en skalbaggsart som beskrevs av Rudolph Petrovitz 1964. Rhyssemus haafi ingår i släktet Rhyssemus och familjen Aphodiidae. Utöver nominatformen finns också underarten R. h. occidentalis.